# خیابان مدرس
خیابان مدرس یا خیابان سپه خیابانی در شهر کرمانشاه است که از میدان آزادی (گاراژ) در مرکز این شهر آغاز شده و تا میدان انقلاب (شهرداری سابق) امتداد می‌یابد. ساخت این خیابان در سال ۱۳۱۴ خورشیدی انجام شد. خیابان مدرس خیابان اصلی در بافت قدیم کرمانشاه به شمار می‌آید و یکی از پرترددترین خیابان‌ها و اصلی‌ترین مسیرهای حمل و نقل شهر کرمانشاه است و به سبب ترافیک بیش از حد یک‌طرفه شده و در محدوده طرح ترافیک قرار گرفته‌است. طول این خیابان ۱۸۴۰ متر است.

## نامگذاری
نام این خیابان در ابتدا خیابان سپه بود اما پس از کودتای ۲۸ مرداد ۱۳۳۲ تابلوی آن به نام خیابان شاه (از میدان آزادی تا میدان فردوسی) تغییر کرد. در اوایل دهۀ ۱۳۵۰ نام خیابان (میدان آزادی تا چهارراه اجاق) به خیابان شاهپور تغییر کرد و نام شاه تنها بر روی ادامۀ آن (از میدان شهرداری سابق تا میدان فردوسی) باقی ماند. پس از انقلاب بهمن ۱۳۵۷ نام آن (از میدان آزادی تا میدان شهرداری) ابتدا توسط مردم به خیابان آزادی و سپس توسط حکومت به خیابان مدرس تغییر یافت.

## تاریخچه
خیابان سپه در سال ۱۳۱۴ (۱۹۳۵ میلادی) به طول ۱۸۴۰ متر و عرض ۲۰ متر در جهت شمال شرقی به جنوب غربی ساخته‌شد. این خیابان پس از خیابان شاه‌بختی (معلم کنونی) دومین خیابان در شهر کرمانشاه بود. با ساخت خیابان سپه، بازار کرمانشاه که طولانی‌ترین بازار خاورمیانه محسوب می‌شد به دو بخش شرقی و غربی تقسیم شد. نخستین ساختمان‌های مدرن در شهر کرمانشاه مانند پاساژها، بانک‌ها و سینماها در این خیابان ساخته‌شدند. دو طرف خیابان درخت‌های چنار و افرا کاشته‌شد که امروز تعداد کمی از آن‌ها باقی مانده‌است.

رژۀ تانک‌های ارتش انگلستان در خیابان سپه (مدرس) کرمانشاه و تسخیر شهر توسط متفقین، احتمالاً ۱۹۴۱.

### طرح تعریض خیابان مدرس
در دهه ۱۳۴۰ طرح تعریض خیابان سپه از سوی شهرداری وقت کرمانشاه ارائه شد. عملیات اجرایی تعریض این خیابان از سال ۱۳۴۸ آغاز شد و تاکنون به اتمام نرسیده‌است. این تأخیر سبب شده تا بسیاری از بناهای این خیابان ارزش تاریخی پیدا کرده و تخریب آن‌ها به منظور تعریض خیابان، نگرانی دوستداران میراث فرهنگی را در پی داشته‌باشد. از سال ۱۳۸۶ فعالیت‌های این طرح در ابتدا با ساخت ۴ مجتمع تجاری با شتاب بیشتری از سر گرفته شده‌است. در این زمان پروژه تعریض به عنوان بخشی از طرح بهسازی و نوسازی بافت فرسوده شهر کرمانشاه (به مساحت ۱۲۸۰ هکتار) قرار گرفته و ۵۶ پروژه برای ساخت در آن در نظر گرفته‌شد که همگی کاربری تجاری دارند. در طرح جدید عرض پیاده‌روی خیابان از هر طرف ۷/۵ متر افزایش یافته و عرض خیابان به ۳۵ متر می‌رسد. همچنین از هر طرف خیابان تا عمق ۵۰ متری تملک، تخریب و بازسازی می‌شود.
در ۲۰ اردیبهشت ۱۳۹۰ علی اسماعیلی مدیرعامل سازمان بهسازی و نوسازی بافت فرسوده کرمانشاه در گفتگو با ایسنا گفت طرح تعریض خیابان تنها شامل حال پیاده‌روی این خیابان می‌شود و مسیر سواره‌رو تغییری نخواهد کرد. وی گفت: «با اتمام طرح از تردد وسایل نقلیه شخصی و برخی وسایل نقلیه عمومی در خیابان مدرس جلوگیری خواهد شد. همچنین قرار است با اجرای پروژه قطار شهری، تردد در این خیابان فقط محدود به قطار شهری شود.» وی همچنین در رابطه با مسئله بافت تاریخی این خیابان و به‌ویژه بازار تاریخی کرمانشاه نیز اعلام کرد که اداره میراث فرهنگی مجوز تخریب بازار را نداده و تنها راه چاره گذر خیابان از زیر بازار است که در این صورت می‌توان دو بخش بازار را که در سال ۱۳۱۴ با ساخت خیابان از هم جدا افتاده‌اند دوباره به هم متصل کرد.
در ۲۶ بهمن ۱۳۹۰ بهرام اسماعیلی مدیرعامل سازمان بهسازی و نوسازی بافت فرسوده کرمانشاه در گفتگو با ایسنا گفت از ۵۶ پروژه تعریف‌شده در طرح تعریض خیابان مدرس ۸ پروژه به بهره‌برداری رسیده و ۲۸ پروژه دیگر نیز در حال احداث است.
در ۹ دی ۱۳۹۱ بهرام اسماعیلی مدیرعامل سازمان بهسازی و نوسازی بافت فرسوده کرمانشاه در گفتگو با خبرگزاری مهر اعلم کرد که غیر از محدوده بازار، ۷۰ درصد ضلع شرقی و ۵۵ درصد ضلع غربی خیابان آزادسازی شده‌است. وی اقدامات انجام شده در چند سال اخیر را ار مجموع اقدامات انجام‌شده در ۵۰ سال اخیر بیشتر دانست.
در ۳ شهریور ۱۳۹۲ کامران ملکی عضو شورای شهر کرمانشاه اعلام کرد تعریض خیابان مدرس از ابتدا کار اشتباهی بوده‌است. وی گفت:«در آن دوره می‌توانستند به موازات خیابان مدرس دو خیابان ۴۵ متری احداث کنند و بار ترافیکی مدرس را به آنها منتقل کرده و کف خیابان مدرس را به حالت سنگ‌فرش در آورده و آن را کاملاً تجاری می‌کردند.»
در آبان ۱۳۹۲ احسان احسانی عضو شورای شهر کرمانشاه اعلام کرد که «خیابان مدرس یک سند تاریخی برای کرمانشاه است و پروژه تعریض آن از اساس نباید آغاز می‌شد.»
در ۱۲ آذر ۱۳۹۲ شهردار وقت کرمانشاه پیمان قربانی گفت:«تعریض این خیابان به این شیوه با هیچ‌یک از معیارها و شیوه‌های شهرسازی همخوانی ندارد و در اقدامات بهسازی هم نباید جداره خیابان دست می‌خورد.» وی همچنین اعلام کرد «اگر قرار بود اکنون این کار انجام بشود من مخالفت می‌کردم.»
در ۱۱ خرداد ۱۳۹۴ بیژن کلهرنیا عضو هیئت مدیره سازمان نظام مهندسی کرمانشاه در گفتگو با ایرنا با بیان اینکه پاساژهای جدید استقرار یافته در خیابان مدرس کرمانشاه از آرمان اصلی و هدف اولیه خود فاصله گرفت‌است گفت: در خیابان مدرس هیچ ساختمان زیبا و باهویتی را نمی‌بینم. کلهرنیا گفت خیابان مدرس می‌توانست با ایجاد فضاهایی اجتماعی و فرهنگی به آرمانی برای توسعه شهری تبدیل شود و پیش‌بینی کرد که در آینده شاهد زوال این مراکز خواهیم بود و مجموعه‌ای از فعالیت‌های ناهمگون در این پاساژها اتفاق خواهد افتاد.
سرنوشت طرح تعریض خیابان مدرس و پروژه‌های تجاری آن همچنان در ابهام است. پروژه‌های بزرگ تجاری مانند مجتمع تجاری فیروزه که ساخت آن با تخریب پروژۀ نیمه‌کارۀ‌ قبلی در همین مکان و از سال ۱۳۸۰ آغاز شده، تاکنون به بهره‌برداری نرسیده‌است.
طرح تعریض خیابان مدرس مورد انتقادهای بسیاری قرار گرفته‌است. پس از آنکه اجرای این طرح به تخریب بسیاری از بناها و آجرکاری‌های باارزش جدارۀ این خیابان منجر شد این انتقاد مطرح شد که این طرح هویت معماری خیابان مدرس و توانایی جذب گردشگر را از بین برده‌است.
رییس شورای شهر کرمانشاه در ۲۴ مهر ۱۴۰۱ بار دیگر از در دست پیگیری بودن طرح تبدیل این خیابان به پیاده‌راه خبر داد و در ۱۲ آذر ۱۴۰۱ نیز مسیر میدان آزادی تا میدان فردوسی را برای اجرای این طرح مناسب عنوان کرد.
معاون فنی و شهرسازی شهرداری کرمانشاه در خرداد ۱۴۰۳ از برنامه‌ریزی برای پیاده‌راه‌سازی خیابان مدرس خبر داد. به گفتۀ وی در فاز اول این طرح محدودۀ بین میدان آزادی تا چهارراه اجاق و در فاز دوم نیز از چهارراه اجاق تا میدان شهرداری سابق به پیاده‌راه تبدیل خواهد شد. فاز سوم این پروژه نیز خیابان دبیراعظم را از میدان شهرداری سابق تا میدان مصدق به پیاده‌راه تبدیل خواهد کرد. وی اعلام کرد که مطالعات ترافیکی، اجتماعی، زیرساختی و تملکی این طرح در حال انجام است و تا پایان سال به اتمام خواهد رسید.

## اماکن مهم
- مسجد جامع کرمانشاه
- تکیه بیگلربیگی
- بازار کرمانشاه
- کلیسای قلب مقدس مسیح
- مسجد هاشمی کرمانشاه

## کاربری‌های مهم
کاربری بیشتر ساختمان‌های قرارگرفته در دو سوی این خیابان تجاری است. علاوه بر بازار سنتی کرمانشاه، نخستین پاساژها و مجتمع‌های تجاری در کرمانشاه نیز در این خیابان ساخته‌شدند. همچنین بانک‌ها و چند ساختمان با کاربری مذهبی نیز وجود دارد. در گذشته چند سینما نیز در این خیابان وجود داشت که همگی تعطیل گشته و تغییر کاربری داده‌شدند. بسیاری از این ساختمان‌ها دارای تزئینات آجرکاری ظریف هستند و جداره چند مورد از آن‌ها در فهرست آثار ملی ایران ثبت شده‌است.
- جداره بازار بزازخانه نو
- جداره پاساژ طلوع
- جداره بازار شماره ۲
- جداره بازار شماره ۳

## ورودی‌ها و برخوردگاه‌ها
خیابان مدرس در مسیر خود از منطقه ۳ شهرداری کرمانشاه می‌گذرد. بجز میدان‌های آزادی (گاراژ) و انقلاب (شهرداری سابق) در شمال و جنوب، این خیابان در مسیر خود از چهارراه کاشیکاری، سه‌راهی نواب، سه‌راهی سبزه‌میدان، چهارراه اجاق، سه‌راهی پارکینگ شهرداری و سه‌راهی حاج محمدتقی اصفهانی نیز می‌گذرد. دو میدان غدیر (شهناز) و مادر (وکیل آقا) نیز از طریق خیابان چهل‌متری مطهری به این خیابان مرتبط می‌شوند.
| از شمال شرقی به جنوب غربی                   | از شمال شرقی به جنوب غربی   | از شمال شرقی به جنوب غربی |
| ------------------------------------------- | --------------------------- | ------------------------- |
| خیابان کاشیکاری کوچه لک‌ها خیابان فیض‌آباد    | میدان آزادی                 |                           |
| کلیسای قلب مقدس مسیح                        |                             |                           |
| خیابان کزازی                                |                             |                           |
| مسجد جامع شیعه کرمانشاه                     |                             |                           |
| خیابان سبزه‌میدان                            | سه‌راه سبزه‌میدان             |                           |
| خیابان نواب صفوی                            | سه‌راه نواب                  |                           |
| بازار کرمانشاه                              |                             |                           |
| خیابان چهل‌متری مطهری                        | چهارراه اجاق                |                           |
| خیابان حاج محمدتقی اصفهانی پارکینگ شهرداری  |                             |                           |
| خیابان معلم شرقی (شاه‌بختی) خیابان معلم غربی | میدان انقلاب (شهرداری سابق) |                           |
| از جنوب غربی به شمال شرقی                   |                             |                           |